# 小行星184878
小行星184878（184878 Gotlib）是一颗绕太阳运转的小行星，为主小行星带小行星。该小行星于2005年10月发现。
該小行星以法國漫畫家戈特利布命名。

## 轨道参数
小行星184878的轨道半长轴为441 933 061 km（2.9540980 UA），离心率为0.131。